# 國治里
國治里為一中華民國村里級行政區劃，位於中華民國花蓮縣花蓮市，面積約0.294平方公里，位於市中心，交通便利。

## 地標
*金三角商圈
花蓮市最熱鬧的金三角商圈，位於市中心的國治里附近。

## 外部連結
花蓮市公所-國治里
https://www.hualien.gov.tw/circulatedview.php?menu=1769&typeid=2477&circulated_id=1901 （页面存档备份，存于）